# Lugaggia
Lugaggia (in dialetto ticinese Lügagia) è una frazione di 1 110 abitanti del comune svizzero di Capriasca, nel Canton Ticino (distretto di Lugano).

## Storia

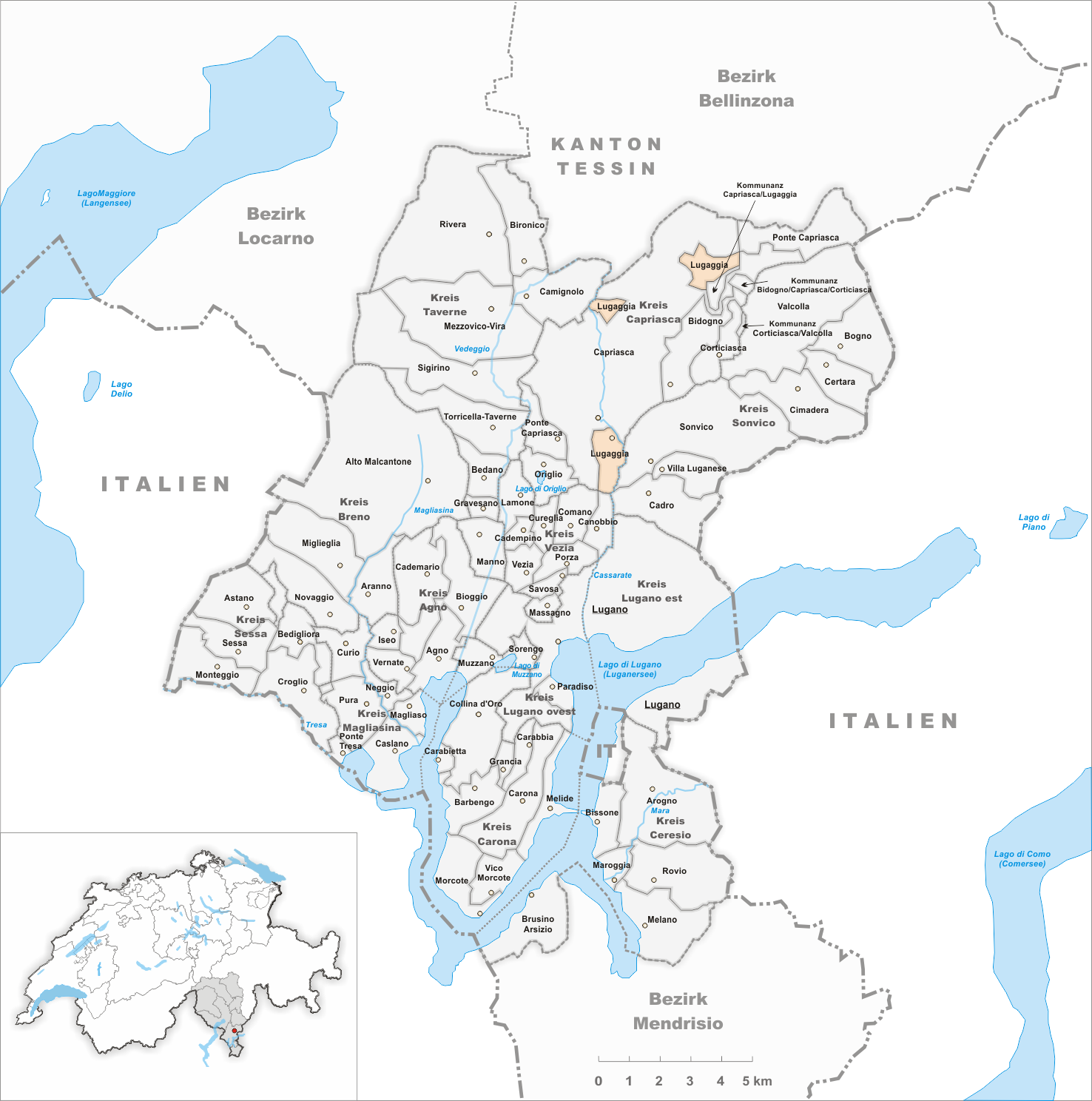
Il territorio del comune di Lugaggia prima degli accorpamenti comunali del 2008

Già comune autonomo che si estendeva per 3,5 km², nel 2008 è stato accorpato al comune di Capriasca assieme agli altri comuni soppressi di Bidogno e Corticiasca. La fusione è stata decisa con votazione popolare consultiva del 30 settembre 2007 ed è stata ratificata del Gran Consiglio ticinese il 20 aprile 2008.

## Monumenti e luoghi d'interesse

### Architetture religiose

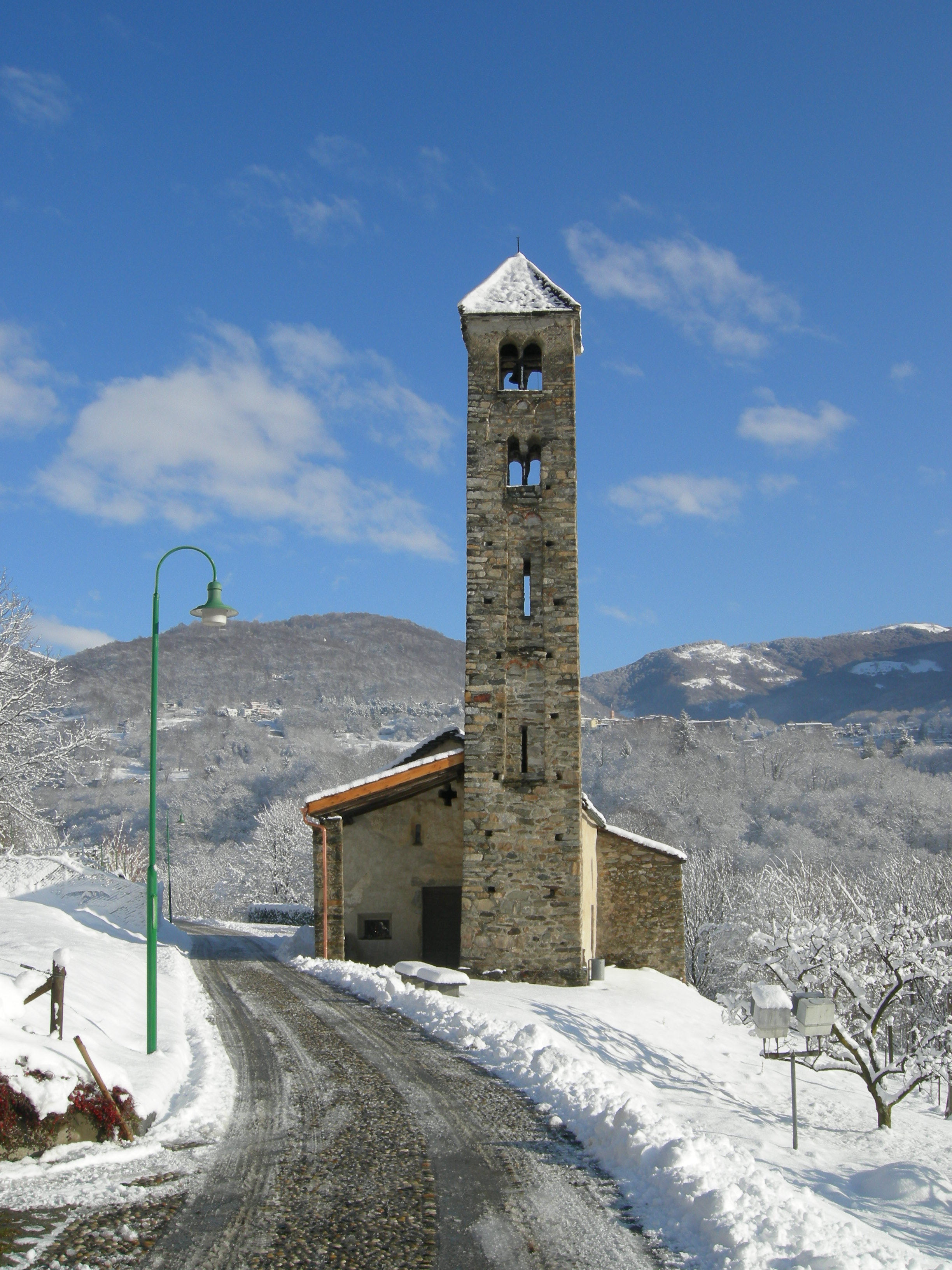
La chiesa dei Santi Pietro e Paolo

- Chiesa dei Santi Pietro e Paolo in località Sureggio, eretta nell'XI secolo[1];
- Oratorio di San Carlo Borromeo, attestato dal XVII secolo[1];
- Cappella votiva, a nord dell'abitato, con un affresco della Madonna col Bambino[senza fonte];
- Oratorio di Santa Maria Ausiliatrice in località Gola di Lago.

### Architetture civili
- Villa Mignon[senza fonte];
- Casa Antonini[senza fonte];
- Casa Cattaneo[senza fonte];
- Casa Molteni[senza fonte];
- Antichi lavatoi[senza fonte];
- Antica pila[senza fonte].

## Società

### Evoluzione demografica
L'evoluzione demografica è riportata nella seguente tabella:
Abitanti censiti

## Amministrazione
Ogni famiglia originaria del luogo fa parte del cosiddetto comune patriziale e ha la responsabilità della manutenzione di ogni bene ricadente all'interno dei confini della frazione.

## Infrastrutture e trasporti
Dal 1909 al 1967 è stata attiva una linea ferroviaria che univa Lugano al comune di Tesserete; nell'attuale territorio comunale sorgeva la fermata di Lugaggia.